# Schmittenhöhe (Kalkrieser Berg)

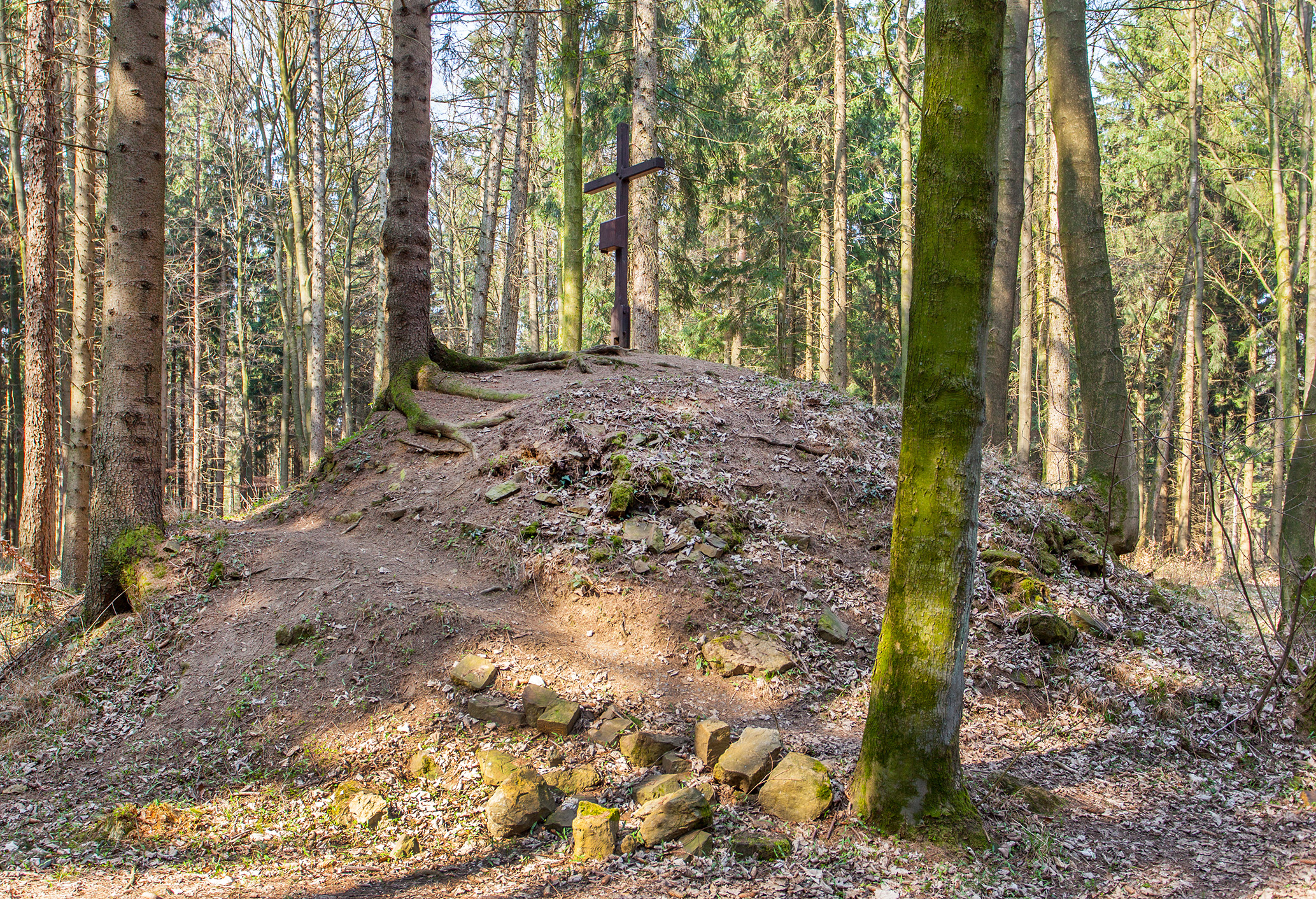
Gipfelkreuz

Die Schmittenhöhe  ist ein 154 m ü. NHN hoher Berg im Kalkrieser Berg nordöstlich von Bramsche-Engter und südöstlich Bramsche-Kalkriese in Niedersachsen.

## Lage und Erhebungen
Der überwiegend bewaldete und schildartige Kalkrieser Berg ist ein nördlich dem Hauptkamm vorgelagerter Teil des Wiehengebirges. Nur wenige der Erhebungen sind als markante Berge auszumachen und entsprechend benannt. Zweithöchste Erhebung des Kalkrieser Berges ist die Schmittenhöhe. Im Volksmund wird die Bezeichnung „Schmittenhöhe“ selten genutzt; meist wird dieser nördlichste und wohl markanteste Berg des Höhenzugs als „Kalkrieser Berg“ bezeichnet. „Kalkrieser Berg“ meint in dieser Nomenklatur recht unspezifisch sowohl den Gipfel als auch den gesamten Höhenzug. Die Schmittenhöhe ist der nördlichste Berg des Wiehengebirges; sie liegt rund 4 km nördlich des Hauptkamms.
Im Norden, Osten und Westen der Schmittenhöhe fällt das Gebiet in die Norddeutsche Tiefebene ab. Im Norden nördlich Kalkriese liegt das Große Moor (etwa 47 m ü. NHN) und der im frühen 20. Jahrhundert errichtete Mittellandkanal. Nach Süden „trennt“ der Oberlauf des Kalkrieser Mühlenbachs die Schmittenhöhe vom Dornsberg; im Südosten kann der Oberlauf eines rechten Zulaufs des Venner Mühlenbachs als Trennlinie zum Venner Berg angesehen werden. Insgesamt präsentiert sich der Kalkrieser Berg nach Süden aber eher als Hügelland, in denen die Übergänge zu den genannten Bergen fließend sind. Im Norden der Schmittenhöhe befinden sich die Quellgebiete und Oberläufe von Neuweddegraben und Venner Bruchkanal. Obwohl unweit des Gipfels die Weser-Ems-Wasserscheide verläuft, entwässert das Gebiet überwiegend Richtung Ems.

## Tourismus
Zwischen der Schmittenhöhe und Großem Moor haben bei Kalkriese möglicherweise Kämpfe der Varusschlacht zwischen Römern und Germanen stattgefunden. Die in der Fundregion Kalkriese gefundenen Funde werden im Museum und Park Kalkriese gezeigt. Am Rand nördlichen Rand der Schmittenhöhe liegen das Schloss Neu Barenaue und die Wasserburg Alt Barenaue. Im Park Kalkriese steht ein rund 40 m hoher Aussichtsturm. Am Oberlauf des Kalkrieser Mühlenbachs liegt an mehreren Teichen ein Campingplatz.
Über die Schmittenhöhe verlaufen der Bersenbrücker-Land-Weg, der Birkenweg, der DiVa Walk und der Mühlenweg am Wiehengebirge. Das Museum in Kalkriese ist Endpunkt des Arminiusweges.